# Jonah Hill

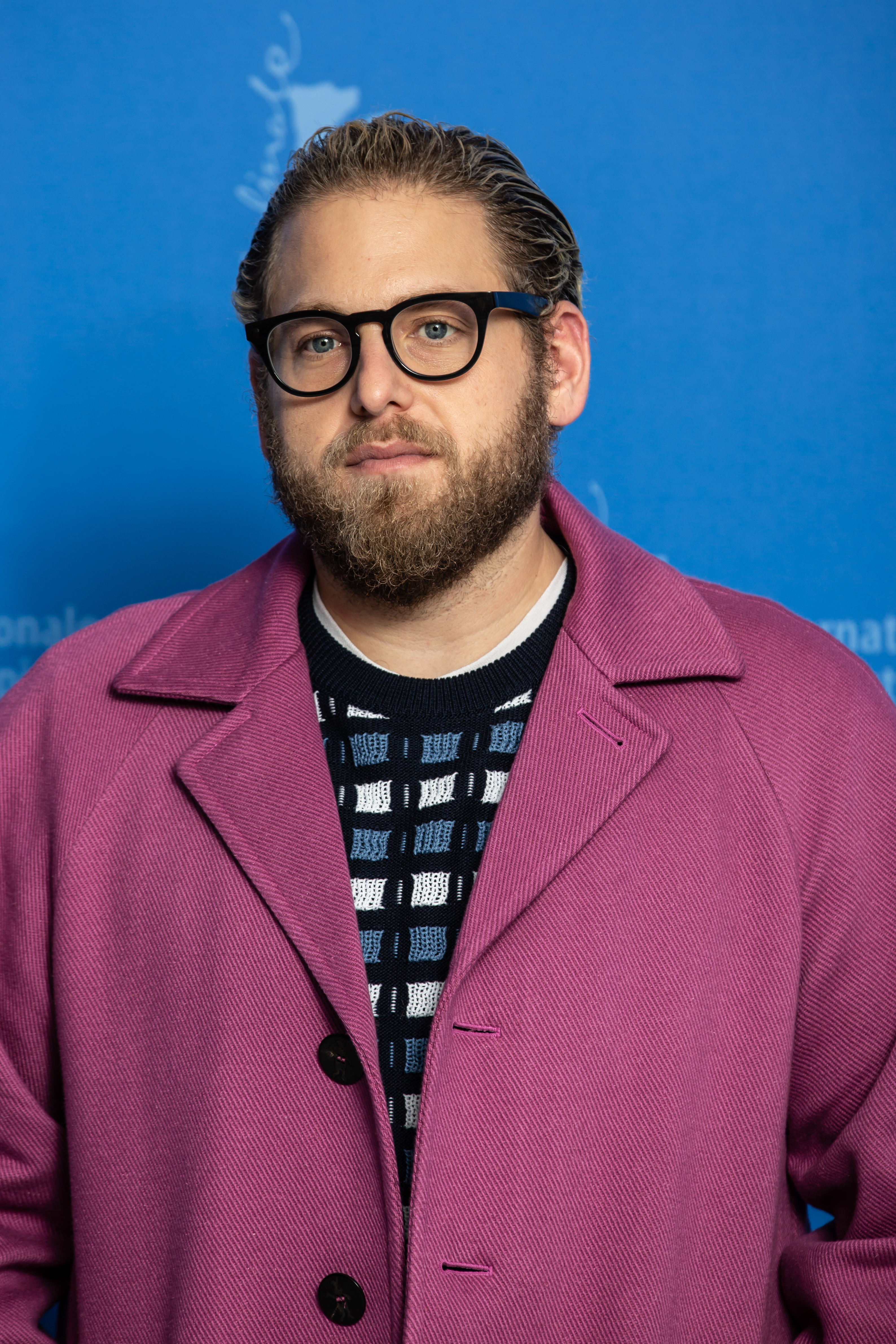
Jonah Hill auf der Berlinale 2019

Jonah Hill Feldstein (* 20. Dezember 1983 in Los Angeles, Kalifornien) ist ein US-amerikanischer Schauspieler, Drehbuchautor, Filmregisseur und Produzent, der vor allem im Komödienbereich tätig ist. Im Jahr 2018 gab er mit dem Skater- und Coming-of-Age-Film Mid90s sein Debüt als Spielfilmregisseur.

## Leben

### Herkunft und Studium
Jonah Hill Feldstein wurde am 20. Dezember 1983 in Los Angeles als Sohn von Sharon Lyn (geborene Chalkin), einer Kostümbildnerin, und Richard Feldstein, dem Buchhalter für Guns N’ Roses, in eine jüdische Familie geboren. Hill machte seinen Highschool-Abschluss an der Crossroads School in Santa Monica, Kalifornien, und fing dann an, am Bard College in Annandale-on-Hudson, New York, Schauspielkunst zu studieren. Er wechselte das College und ging nach Santa Monica, wo er seinen Abschluss machte. Danach studierte er an der New Yorker New School und an der University of Colorado Boulder in Boulder, Colorado.

### Privates
Seine Schwester Beanie Feldstein ist ebenfalls Schauspielerin. Sein 2017 verstorbener Bruder Jordan Feldstein war Manager der Band Maroon 5.
Im Juni 2023 berichtete das Magazin People, dass Hill ein Kind mit seiner Freundin Olivia Millar hat.

### Einstieg ins Showgeschäft

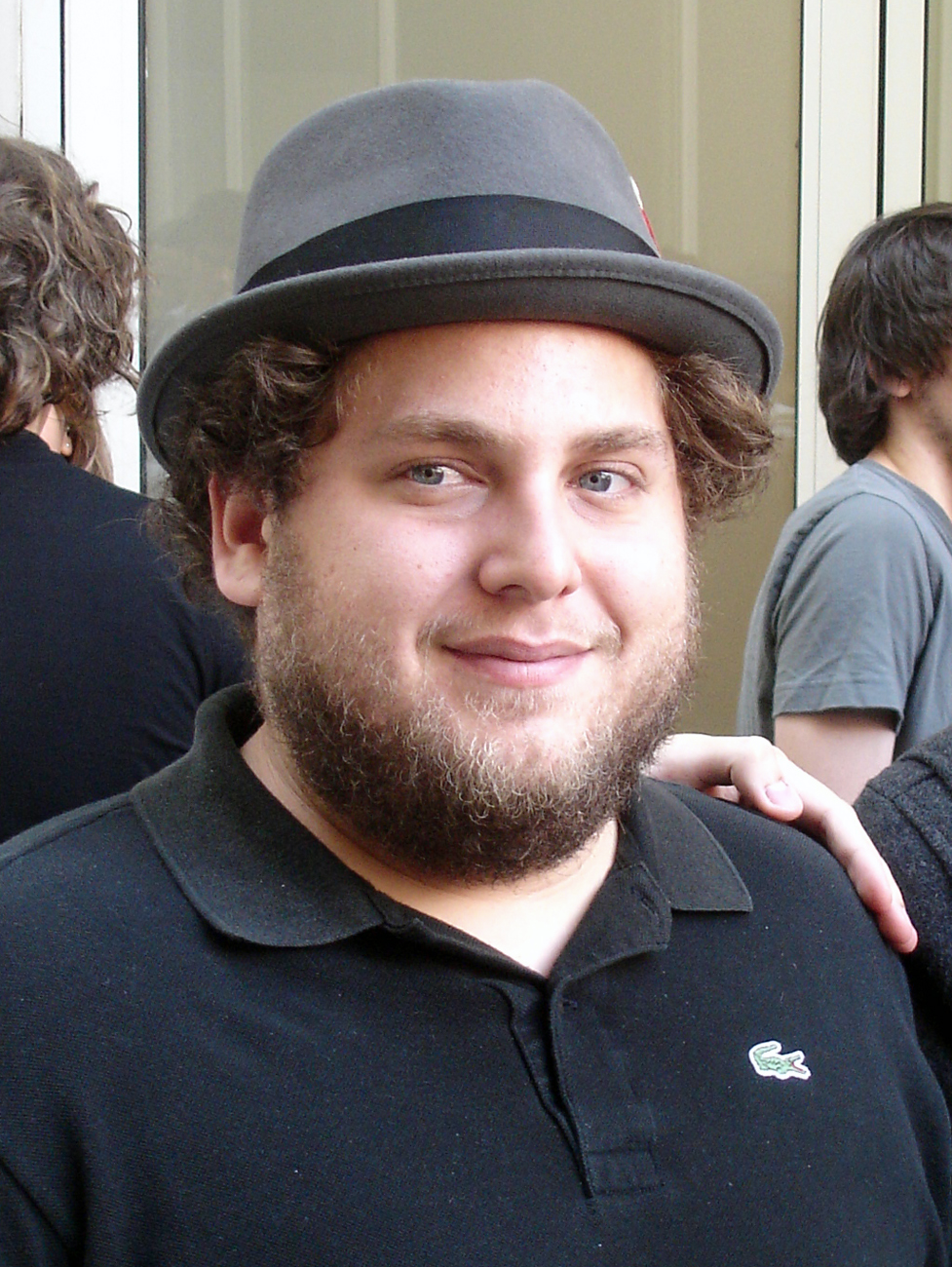
Jonah Hill, 2007

Bereits im College begann Hill, eigene Stücke zu verfassen, die er dann in einer lokalen Bar, dem Black and White im East Village, aufführte. Mit den Stücken erreichte er eine kleine Gefolgschaft; dabei stellte er fest, dass er lieber als Schauspieler anstatt als Drehbuchautor tätig sein wollte. Er freundete sich mit Rebecca und Jake Hoffman an, die ihn kurze Zeit später ihrem Vater Dustin Hoffman vorstellten. Dieser überredete Hill dazu, für eine kleine Nebenrolle im Film I Heart Huckabees vorzusprechen, welche schließlich 2004 sein Schauspieldebüt darstellte.
Für seine Rolle in S.H.I.T. – Die Highschool GmbH (2006) war Hill 2007 für einen Teen Choice Award nominiert. Er hatte seine erste Hauptrolle in der von Judd Apatow produzierten Komödie Superbad (2007). Unter Apatow folgten weitere Auftritte, unter anderem in Walk Hard: Die Dewey Cox Story (2007), und eine weitere Hauptrolle in Männertrip (2010). 2011 kreierte Hill zusammen mit Andrew Mogel und Jarrad Paul die Zeichentrickserie Allen Gregory, die überwiegend negative Kritiken erhielt und 2012 nach nur einer produzierten Staffel von 20th Century Fox wieder abbestellt wurde.
Daneben verfasste Hill zusammen mit Michael Bacall die Drehbücher für die Filme 21 Jump Street (2012) und 22 Jump Street (2014), in denen er an der Seite von Channing Tatum zudem eine der Hauptrollen übernahm.
Jahrelang war er praktisch ausschließlich in Komödien zu sehen. Besondere Aufmerksamkeit erlangte er durch die Rolle in dem Sportdrama Die Kunst zu gewinnen – Moneyball (2011), für die er 2012 bei den Verleihungen der Oscars und der Golden Globes nominiert war. Für seine Rolle in Martin Scorseses The Wolf of Wall Street (2013) war er 2014 für den Oscar als bester Nebendarsteller nominiert, musste sich aber Jared Leto (für seine Darbietung in Dallas Buyers Club, 2013) geschlagen geben. 2014 räumte Hill in einem Interview mit Howard Stern ein, dass er für seine Rolle in The Wolf of Wall Street lediglich den Mindestlohn der Screen Actors Guild von 60.000 US-Dollar erhalten habe. Er sagte, er hätte alles dafür gegeben, um in einer Scorsese-Produktion mitzuwirken, und so war dieser vergleichsweise bescheidene Lohn kein Problem für ihn.
Mit dem Skater- und Coming-of-Age-Film Mid90s, produziert von A24 und uraufgeführt auf dem Toronto International Film Festival, gab er 2018 sein Debüt als Spielfilmregisseur.
Im Jahr 2022 veröffentlichte Netflix mit Stutz eine Dokumentation über den Therapieansatz und Methodik von Hills Psychotherapeuten, Dr. Phil Stutz. Bei der Filmdokumentation war Hill sowohl Regisseur als auch Produzent und Darsteller.

### Synchronisation
Hill wird seit 2004 hauptsächlich von Tobias Müller synchronisiert.

## Filmografie
Schauspieler
- 2004: I Heart Huckabees
- 2004: New York Cops – NYPD Blue (Fernsehserie, Episode 12x5)
- 2005: Jungfrau (40), männlich, sucht … (The 40 Year Old Virgin)
- 2006: Grandma’s Boy
- 2006: Campus Ladies (Fernsehserie, 7 Episoden)
- 2006: Klick (Click)
- 2006: S.H.I.T. – Die Highschool GmbH (Accepted)
- 2006: 10 Items or Less – Du bist wen du triffst (10 Items or Less)
- 2007: Beim ersten Mal (Knocked Up)
- 2007: Human Giant (Fernsehserie, Episode 1x8)
- 2007: Evan Allmächtig (Evan Almighty)
- 2007: Clark and Michael (Fernsehserie, Episode 1x08)
- 2007: Rocket Science
- 2007: Superbad
- 2007: Wainy Days (Fernsehserie, Episoden 1x8 u. 1x9)
- 2007: Strange Wilderness
- 2008: Walk Hard: Die Dewey Cox Story (Walk Hard: The Dewey Cox Story)
- 2008: Horton hört ein Hu! (Horton Hears a Who!, Stimme)
- 2008: Nie wieder Sex mit der Ex (Forgetting Sarah Marshall)
- 2008: Just Add Water – Das Leben ist kein Zuckerschlecken (Just Add Water)
- 2009: Tim and Eric Awesome Show, Great Job! (Fernsehserie, Episode 4x4)
- 2009: Reno 911! (Fernsehserie, Episode 6x1)
- 2009: Nachts im Museum 2 (Night at the Museum: Battle of the Smithsonian)
- 2009: Wie das Leben so spielt (Funny People)
- 2009: Lügen macht erfinderisch (The Invention of Lying)
- 2009: Die Simpsons (Fernsehserie, Episode 21x6, Stimme)
- 2010: Drachenzähmen leicht gemacht (How to Train Your Dragon, Stimme)
- 2010: Männertrip (Get Him to the Greek)
- 2010: Cyrus
- 2010: Megamind (Stimme von Hal Stewart/Tighten)
- 2010: Legend of the Boneknapper Dragon (Kurzfilm, Stimme)
- 2011: Drachen – Ein Geschenk von Nachtschatten (Dragons: Gift of the Night Fury, Kurzfilm, Stimme)
- 2011: Die Kunst zu gewinnen – Moneyball (Moneyball)
- 2011: Bad Sitter (The Sitter)
- 2011: Allen Gregory (Fernsehserie, 7 Episoden, Stimme)
- 2012: 21 Jump Street
- 2012: The Watch – Nachbarn der 3. Art (The Watch)
- 2012: Django Unchained
- 2013: Das ist das Ende (This Is the End)
- 2013: The Wolf of Wall Street
- 2014: The LEGO Movie (Stimme von Green Lantern)
- 2014: Drachenzähmen leicht gemacht 2 (How to Train Your Dragon 2, Stimme)
- 2014: 22 Jump Street
- 2015: True Story – Spiel um Macht (True Story)
- 2016: Hail, Caesar!
- 2016: Sausage Party – Es geht um die Wurst (Sausage Party, Stimme)
- 2016: War Dogs
- 2017: The LEGO Batman Movie (Stimme)
- 2018: Maniac (Fernsehserie, 10 Episoden)
- 2018: Don’t Worry, weglaufen geht nicht (Don’t Worry, He Won’t Get Far on Foot)
- 2019: Drachenzähmen leicht gemacht 3: Die geheime Welt (How to Train your Dragon: The Hidden World, Stimme)
- 2019: The LEGO Movie 2 (Stimme)
- 2019: Beach Bum (The Beach Bum)
- 2021: Don’t Look Up
- 2022: Stutz (Dokumentarfilm)
- 2023: You People

Regisseur
- 2018: Mid90s
- 2022: Winning Time: Aufstieg der Lakers-Dynastie (Fernsehserie, 1 Episode)
- 2022: Stutz (Dokumentarfilm)

Drehbuchautor
- 2011: Allen Gregory (Fernsehserie, 7 Episoden)
- 2012: 21 Jump Street (Story)
- 2014: 22 Jump Street (Story)
- 2016: Sausage Party – Es geht um die Wurst (Sausage Party, Story)
- 2018: Mid90s
- 2022: Stutz (Dokumentarfilm)
- 2023: You People

Produzent
- 2014: 22 Jump Street
- 2016: Why Him?
- 2018: Mid90s
- 2019: Der Fall Richard Jewell (Richard Jewell)
- 2022: Stutz (Dokumentarfilm)
- 2022: This Place Rules
- 2023: You People
- 2024: Y2K

## Auszeichnungen
2017
- Golden-Globe-Nominierung als bester Hauptdarsteller – Komödie/Musical für War Dogs

2014
- Oscar-Nominierung als bester Nebendarsteller für The Wolf of Wall Street
- Palm Springs International Film Festival Auszeichnung in der Kategorie Bester Nebendarsteller für The Wolf of Wall Street

2012
- Oscar-Nominierung als bester Nebendarsteller für Die Kunst zu gewinnen – Moneyball
- Golden-Globe-Nominierung als bester Nebendarsteller für Die Kunst zu gewinnen – Moneyball
- BAFTA-Award-Nominierung als bester Nebendarsteller für Die Kunst zu gewinnen – Moneyball